# Keyser-Nunatak
Der Keyser-Nunatak ist ein großer und 603 m hoher Nunatak im westantarktischen Marie-Byrd-Land. In den Haines Mountains der Ford Ranges ragt er an der Nordflanke der Mündung des Reynolds-Gletschers in den Hammond-Gletscher auf.
Eine erste Kartierung nahmen Wissenschaftler der United States Antarctic Service Expedition (1939–1941) vor. Der United States Geological Survey kartierte ihn anhand eigener Vermessungen und Luftaufnahmen der United States Navy aus den Jahren von 1959 bis 1965. Das Advisory Committee on Antarctic Names benannte ihn 1970 nach Leutnant Teddy Howard Keyser (1942–2016), Pilot einer LC-130F bei der Operation Deep Freeze 1968.